# Aulacodes stresemanni
Aulacodes stresemanni là một loài bướm đêm trong họ Crambidae.